# 桐谷蝶々
桐谷 蝶々（きりたに ちょうちょ、1月15日 - ）は、日本の女性声優、ナレーター。東京都出身。フリー。

## 略歴
小林沙苗に憧れて声優になりたいと思った。小林が演じていた『サクラ大戦V EPISODE 0〜荒野のサムライ娘〜』のジェミニ・サンライズが好きだという。
2013年3月までラムズに準所属していたが現在はフリー。
現在はゲームのキャラクターボイスを担当したり、ナレーターキャスティングの『猪鹿蝶』と提携し、色々なテレビ番組のナレーションをしている。
2018年4月7日に、ナレーターの堀大希と結婚したことをブログで発表した。
2018年10月には、声優の平山笑美と共同でオンラインサロン「Fluffy party」を開設した。
2020年1月には、自身のオフィシャルファンクラブ「Cheer Cheer Daisy」を開設した。

## 人物
好きな動物はフクロウ。映画好きで知られる。

## 出演
太字はメインキャラクター

### テレビアニメ
2009年
- 炬燵猫（担当者、他）

2010年
- だめんず・うぉ〜か〜 THE アニメ（ともりん）

2011年
- ソッキーズ フロンティアクエスト（ウエスト、フィア 他）

2012年
- 食パンミミー（モッチー、サンドイッチ真ん中）
- ぬっこ。NUKKO（はっこ、ベルバラっこ　ほか）
- パンダのたぷたぷ（コココアラ）

2023年
- アイドルマスター ミリオンライブ！（宮尾美也）

### ゲーム
時期不明
- アイコレ（東間杏子）
- アクエリアンエイジ オルタナティブ（鬼少女）
- キノスワールド（イルヒン）
- おしりたたき（水谷れいな）

2010年
- L@ve once（園崎 他）

2013年
- アイドルマスター ミリオンライブ!（2013年 - 2017年、宮尾美也）

2014年
- しんぐんデストロ〜イ!（海沢未央、えのっぴー）
- 神撃のバハムート（ロレーナ）
- 巫女の杜（霧島彩加）

2015年
- ケイオスドラゴン 混沌戦争（ジョルジュ〈少年時代〉）

2016年
- チェインクロニクル（スカーレット）
- ごちそう（藍原さとみ）
- ワールドチェイン（シュヴァリエ・デオン）

2017年
- アイドルマスター ミリオンライブ! シアターデイズ（2017年 - 2024年、宮尾美也）
- セヴンデイズ あなたとすごす七日間（忽那サクラ）

2018年
- Shadowverse（2018年 - 2020年、ロレーナ）

2021年
- アイドルマスター ポップリンクス（宮尾美也）

2022年
- ヒロイン忍法帖 姫影・壱（若田部涼香）

2024年
- けものティータイム（クロテッド）

### ドラマCD
- THOR CODE（2008年、姫守千代）
- シュヴァリエ ～月の姫と竜の騎士～（2009年、女の子 他）
- 新新宿駅企画課 あるぷすひろば（2009年、駅員 他）
- アイドルマスター ミリオンライブ！ シリーズ（2015年 - 、宮尾美也〈美也 / ミャオ〉）

### 吹き替え
- トゥルース 闇の告発（2012年、ルバ〈パウラ・シュラム〉[25]）

### ナレーション
- 感涙!よみがえりマイスター（2014年 - 、NHK総合）
- 沼にハマってきいてみた（2018年 - 、Eテレ）
- 映画天国（2013年 - 2016年、日本テレビ系）
- ニノさん（2013年6月 - 、日本テレビ系）
- ウーマン・オン・ザ・プラネット（2014年、日本テレビ系）
- ニュースなお金（日本テレビ系）
- 有吉の壁（2015年 - 、日本テレビ系）
- ダウンタウンDX（2015年 - 2025年、日本テレビ系）
- 「体感！自然のヒミツ　親子で自由研究」（2015年、BS日テレ）
- あなたの街のイチオシ美少女グランプリ（2016年 - 、Hulu）
- ロンドンハーツ(2013年、テレビ朝日系）
- TOKYO応援宣言（2016年、テレビ朝日系）
- 世界水泳2017（2017年、テレビ朝日系）
- 世界体操2017（2017年、テレビ朝日系）
- AbemaPrime 月・水担当（2016年 - 、AbemaTV）
- リアル脱出ゲームTV（2013年 -2014年、TBS系）
- マッチング・ラブ（2013年、TBS系）
- 午前零時の岡村隆史（2014年、TBS系）
- ミッドナイト感謝祭！もってけダービー 14春（2014年、TBS系）
- 水曜日のダウンタウン（2016年、TBS系）
- リオデジャネイロオリンピック（2016年、TBS系）
- 平昌オリンピック（2018年、TBS系）
- サマンサタバサガールズコレクション・レディーストーナメント（2014年 - 、テレビ東京系）
- 世界卓球2015（2015年、テレビ東京系）
- 開幕目前！世界卓球応援するぞ芸人大集合SP（2016年、テレビ東京系）
- 世界卓球2017（2017年、テレビ東京系）
- 初笑い！朝まで爆笑寄席2018（2018年、テレビ東京系）
- 綾小路きみまろの人生ひまつぶし（2016年 - 、テレビ大阪）
- ナイナイ矢部&宮川大輔のよ～わからんトコにふらっと…（2016年、カンテレ）
- 格ゲー喫茶ハメじゅん（2019年 - 、TOKYO MX）
- 全力しゃち部THE TV~めざせ車で天下統一！~（2018年、テレビ愛知）
- 霜降り明星の涙の数だけ笑わせて（2018年、朝日放送テレビ）
- 競輪専門TV スピードチャンネル 「きらり」（2019年 − ）
- BOAT RACEスペシャル（2013年、BSフジ）
- 〜女子たちのスマホ革命〜美女アプリ（2014年、新潟総合テレビ）
- modelpress 恋とりっぷ〜恋愛きっかけバラエティー〜（2015年、WEB動画チャンネル|mmn）
- FC町田ゼルビアをつくろう〜ゼルつく〜 #32#33（2020年10月2日、AbemaTV）

### ラジオ
※はインターネット配信。
- 桐谷蝶々と平山笑美のチョクラジ！（2018年、「チョクメ！」公式サイト※）[26]
- Fluffy radio（2018年 - 、オンラインサロン「Fluffy party」※）
- 桐谷蝶々のHoneyBrunchラジオ（2019年、YouTube※）[27]
- 桐谷蝶々のCheer Radio（2020年 - 、ファンクラブ「Cheer Cheer Daisy」※）
- THE IDOLM@STER MUSIC ON THE RADIO（2020年、ニコニコ生放送※） - アシスタントパーソナリティー

### 映像商品
- THE IDOLM@STER MILLION LIVE! 3rdLIVE TOUR BELIEVE MY DRE@M!! LIVE Blu-ray 01@NAGOYA（2016年）[28]
- THE IDOLM@STER MILLION LIVE! 4thLIVE TH@NK YOU for SMILE! LIVE Blu-ray（2018年）[29]
- THE IDOLM@STER 765 MILLIONSTARS HOTCHPOTCH FESTIV@L!! LIVE Blu-ray[30]
- THE IDOLM@STER MILLION LIVE! 5thLIVE BRAND NEW PERFORM@NCE!!! LIVE Blu-ray（2019年）[31]
- THE IDOLM@STER MILLION THE@TER WAVE 01 Flyers!!! 【BD特典映像】ミリシタ感謝祭[32]
- THE IDOLM@STER MILLION LIVE! 6thLIVE TOUR UNI-ON@IR!!!! LIVE Blu-ray Angel STATION @SENDAI（2020年）[33]
- THE IDOLM@STER MILLION LIVE! 6thLIVE TOUR UNI-ON@IR!!!! SPECIAL LIVE Blu-ray（2020年）[34]
- THE IDOLM@STER MILLION LIVE! 7thLIVE Q@MP FLYER!!! Reburn LIVE Blu-ray DAY2（2022年）[35][36][37]
- THE IDOLM＠STER MILLION LIVE! 8thLIVE Twelw@ve LIVE Blu-ray DAY2（2022年）[38][39]
- THE IDOLM@STER M@STERS OF IDOL WORLD!!!!! 2023 Blu-ray PERFECT BOX!!!!!（2023年）[40]
- THE IDOLM@STER MILLION LIVE! 9thLIVE ChoruSp@rkle!! LIVE Blu-ray DAY1（2024年）[41][42]

### ボイスオーバー
- 日曜芸人
- ウーマン・オン・ザ・プラネット
- 有吉反省会
- ソチオリンピック フィギュアスケート女子ショートプログラム
- ハートネットTV
- これぞ!ニッポン流!
- 逸品で解決
- 超お宝マーケティング! ソコホル
- 炎の体育会TV
- 上田晋也のサタデージャーナル
- 1番だけが知っている

### その他コンテンツ
- メディアミックスプロジェクト『AGC38』（2010年、雑賀くるみ）
- 舞台 シャークエンド（2019年7月20日・21日、渋谷シダックスカルチャーホール[43]）- オードリー役、フレイ役（20日のみ）
- パチンコ『Pフィーバー アイドルマスター ミリオンライブ!』（2021年、宮尾美也[44]）
- パチスロ『パチスロ アイドルマスター ミリオンライブ!』（2021年、宮尾美也[45]）

## ディスコグラフィ

### キャラクターソング
| 発売日   | 商品名                                                                        | 歌 | 楽曲                                                                                              | 備考                                                                   |
| 2011年   | 2011年                                                                        | 2011年 | 2011年                                                                                            | 2011年                                                                 |
| -------- | ----------------------------------------------------------------------------- | --- | ------------------------------------------------------------------------------------------------- | ---------------------------------------------------------------------- |
| 7月15日  | それって♥だからね！                                                           | AGC38 | 「それって♥だからね！」                                                                           | 『AGC38』テーマソング                                                  |
| 2012年   |                                                                               | |                                                                                                   |                                                                        |
| 4月18日  | およげ！たいやきくん by AGC38 feat. 東京ブラススタイル                        | AGC38 feat.東京ブラススタイル | 「およげ!たいやきくん」 「およげ！たいやき ヤキヤキ音頭」                                         | 『AGC38』関連曲                                                        |
| 2013年   |                                                                               | |                                                                                                   |                                                                        |
| 4月24日  | THE IDOLM@STER LIVE THE@TER PERFORMANCE 01 Thank You!                         | 765 MILLIONSTARS | 「Thank You!」                                                                                    | ゲーム『アイドルマスター ミリオンライブ！』テーマソング                |
| 4月24日  | THE IDOLM@STER LIVE THE@TER PERFORMANCE 01 Thank You!                         | 765THEATER ALLSTARS | 「Thank You!」                                                                                    | ゲーム『アイドルマスター ミリオンライブ！』テーマソング                |
| 2014年   |                                                                               | |                                                                                                   |                                                                        |
| 1月29日  | THE IDOLM@STER LIVE THE@TER PERFORMANCE 10                                    | 宮尾美也（桐谷蝶々） | 「ハッピ〜エフェクト！」                                                                          | ゲーム『アイドルマスター ミリオンライブ！』関連曲                      |
| 1月29日  | THE IDOLM@STER LIVE THE@TER PERFORMANCE 10                                    | 四条貴音（原由実）、高坂海美（上田麗奈）、徳川まつり（諏訪彩花）、宮尾美也（桐谷蝶々） | 「瞳の中のシリウス」                                                                              | ゲーム『アイドルマスター ミリオンライブ！』関連曲                      |
| 11月26日 | THE IDOLM@STER LIVE THE@TER HARMONY 06                                        | 灼熱少女 | 「ジレるハートに火をつけて」 「Welcome!!」                                                        | ゲーム『アイドルマスター ミリオンライブ！』関連曲                      |
| 11月26日 | THE IDOLM@STER LIVE THE@TER HARMONY 06                                        | 宮尾美也（桐谷蝶々） | 「初恋バタフライ」                                                                                | ゲーム『アイドルマスター ミリオンライブ！』関連曲                      |
| 2015年   |                                                                               | |                                                                                                   |                                                                        |
| 9月30日  | THE IDOLM@STER LIVE THE@TER DREAMERS 01 Dreaming!                             | MILLION ALLSTARS | 「Welcome!!」                                                                                     | ゲーム『アイドルマスター ミリオンライブ！』関連曲                      |
| 12月2日  | THE IDOLM@STER LIVE THE@TER DREAMERS 03                                       | 如月千早（今井麻美）、周防桃子（渡部恵子）、徳川まつり（諏訪彩花）、二階堂千鶴（野村香菜子）、萩原雪歩（浅倉杏美）、箱崎星梨花（麻倉もも）、馬場このみ（高橋未奈美）、真壁瑞希（阿部里果）、宮尾美也（桐谷蝶々）、最上静香（田所あずさ） | 「Dreaming!」                                                                                     | ゲーム『アイドルマスター ミリオンライブ！』関連曲                      |
| 12月2日  | THE IDOLM@STER LIVE THE@TER DREAMERS 03                                       | 箱崎星梨花（麻倉もも）、宮尾美也（桐谷蝶々） | 「Smiling Crescent」                                                                              | ゲーム『アイドルマスター ミリオンライブ！』関連曲                      |
| 2016年   |                                                                               | |                                                                                                   |                                                                        |
| 1月30日  | THE IDOLM@STER LIVE THE@TER SOLO COLLECTION Vo.03 Visual Edition              | 宮尾美也（桐谷蝶々） | 「Smiling Crescent」                                                                              | ゲーム『アイドルマスター ミリオンライブ！』関連曲                      |
| 12月12日 | アイドルマスター ミリオンライブ！ 第5巻 特別版 オリジナルCD                   | 真壁瑞希（阿部里果）、所恵美（藤井ゆきよ）、宮尾美也（桐谷蝶々）、周防桃子（渡部恵子）、徳川まつり（諏訪彩花） | 「私はアイドル♡」                                                                                 | 漫画『アイドルマスター ミリオンライブ！』関連曲                        |
| 2017年   |                                                                               | |                                                                                                   |                                                                        |
| 2月15日  | THE IDOLM@STER LIVE THE@TER FORWARD 03 Starlight Melody                       | タウラス | 「メメント？モメント♪ルルルルル☆」                                                                | ゲーム『アイドルマスター ミリオンライブ！』関連曲                      |
| 2月15日  | THE IDOLM@STER LIVE THE@TER FORWARD 03 Starlight Melody                       | Starlight Melody | 「Starry Melody」                                                                                 | ゲーム『アイドルマスター ミリオンライブ！』関連曲                      |
| 3月9日   | THE IDOLM@STER LIVE THE@TER SOLO COLLECTION 04 Starlight Theater              | 宮尾美也（桐谷蝶々） | 「瞳の中のシリウス」                                                                              | ゲーム『アイドルマスター ミリオンライブ！』関連曲                      |
| 7月26日  | THE IDOLM@STER MILLION THE@TER GENERATION 01 Brand New Theater!               | 765 MILLION ALLSTARS | 「Brand New Theater!」                                                                            | ゲーム『アイドルマスター ミリオンライブ！ シアターデイズ』テーマソング |
| 7月26日  | THE IDOLM@STER MILLION THE@TER GENERATION 01 Brand New Theater!               | 765 MILLION ALLSTARS | 「Dreaming!」                                                                                     | ゲーム『アイドルマスター ミリオンライブ！ シアターデイズ』関連曲       |
| 12月27日 | THE IDOLM@STER MILLION THE@TER GENERATION 03 エンジェルスターズ               | エンジェルスターズ | 「Brand New Theater!」                                                                            | ゲーム『アイドルマスター ミリオンライブ！ シアターデイズ』関連曲       |
| 2018年   |                                                                               | |                                                                                                   |                                                                        |
| 1月10日  | THE IDOLM@STER MILLION LIVE! M@STER SPARKLE 05                                | 宮尾美也（桐谷蝶々） | 「ふわりずむ」                                                                                    | ゲーム『アイドルマスター ミリオンライブ！ シアターデイズ』関連曲       |
| 3月28日  | THE IDOLM@STER MILLION THE@TER GENERATION 06 Cleasky                          | Cleasky | 「虹色letters」 「想い出はクリアスカイ」                                                          | ゲーム『アイドルマスター ミリオンライブ！ シアターデイズ』関連曲       |
| 4月4日   | THE IDOLM@STER MILLION LIVE! M@STER SPARKLE 08                                | 765 MILLION ALLSTARS | 「Brand New Theater!」                                                                            | ゲーム『アイドルマスター ミリオンライブ！ シアターデイズ』関連曲       |
| 6月1日   | THE IDOLM@STER LIVE THE@TER SOLO COLLECTION 06 エンジェルスターズ             | 宮尾美也（桐谷蝶々） | 「虹色letters」                                                                                   | ゲーム『アイドルマスター ミリオンライブ！ シアターデイズ』関連曲       |
| 8月29日  | THE IDOLM@STER MILLION THE@TER GENERATION 11 UNION!!                          | 765 MILLION ALLSTARS | 「UNION!!」 「Welcome!!」                                                                         | ゲーム『アイドルマスター ミリオンライブ！ シアターデイズ』関連曲       |
| 10月24日 | THE IDOLM@STER THE@TER BOOST 02                                               | 桜守歌織（香里有佐）、最上静香（田所あずさ）、望月杏奈（夏川椎菜）、百瀬莉緒（山口立花子）、宮尾美也（桐谷蝶々） | 「オーディナリィ・クローバー」 「DIAMOND DAYS」                                                   | ゲーム『アイドルマスター ミリオンライブ！ シアターデイズ』関連曲       |
| 2019年   |                                                                               | |                                                                                                   |                                                                        |
| 4月26日  | THE IDOLM@STER THE@TER SOLO COLLECTION 07 ANGEL STARS                         | 宮尾美也（桐谷蝶々） | 「想い出はクリアスカイ」                                                                          | ゲーム『アイドルマスター ミリオンライブ！ シアターデイズ』関連曲       |
| 7月24日  | THE IDOLM@STER MILLION THE@TER WAVE 01 Flyers!!!                              | 765 MILLION ALLSTARS | 「Flyers!!!」                                                                                     | ゲーム『アイドルマスター ミリオンライブ！ シアターデイズ』関連曲       |
| 2020年   |                                                                               | |                                                                                                   |                                                                        |
| 8月26日  | THE IDOLM@STER MILLION THE@TER WAVE 10 Glow Map                               | 765 MILLION ALLSTARS | 「Glow Map」                                                                                      | ゲーム『アイドルマスター ミリオンライブ！ シアターデイズ』関連曲       |
| 8月27日  | アイドルマスター ミリオンライブ！ Blooming Clover 第7巻限定版 オリジナルCD    | 高坂海美（上田麗奈）、宮尾美也（桐谷蝶々） | 「Vertex Meister」                                                                                | 漫画『アイドルマスター ミリオンライブ！ Blooming Clover』関連曲        |
| 12月23日 | THE IDOLM@STER MILLION THE@TER WAVE 09 Fleuranges                             | Fleuranges | 「Special Wonderful Smile」 「旅立ちのコンパス」                                                  | ゲーム『アイドルマスター ミリオンライブ！ シアターデイズ』関連曲       |
| 2021年   |                                                                               | |                                                                                                   |                                                                        |
| 3月17日  | THE IDOLM@STER MILLION LIVE! STAR EQUINOX                                     | 一ノ瀬志希（藍原ことみ）、宮本フレデリカ（髙野麻美）、島原エレナ（角元明日香）、宮尾美也（桐谷蝶々） | 「クレイジークレイジー」 「虹色letters」                                                          | ゲーム『アイドルマスター ミリオンライブ！ シアターデイズ』関連曲       |
| 3月17日  | THE IDOLM@STER MILLION LIVE! STAR EQUINOX                                     | 島原エレナ（角元明日香）、宮尾美也（桐谷蝶々） | 「クレイジークレイジー」                                                                          | ゲーム『アイドルマスター ミリオンライブ！ シアターデイズ』関連曲       |
| 5月22日  | THE IDOLM@STER LIVE THE@TER SOLO COLLECTION 08 Angel Stars                    | 宮尾美也（桐谷蝶々） | 「メメント？モメント♪ルルルルル☆」                                                                | ゲーム『アイドルマスター ミリオンライブ！』関連曲                      |
| 7月28日  | THE IDOLM@STER MILLION THE@TER SEASON Harmony 4 You                           | 765 MILLION ALLSTARS | 「Harmony 4 You」                                                                                 | ゲーム『アイドルマスター ミリオンライブ！ シアターデイズ』関連曲       |
| 7月28日  | THE IDOLM@STER MILLION THE@TER SEASON Harmony 4 You                           | エンジェルスターズ | 「EVERYDAY STARS!!」                                                                              | ゲーム『アイドルマスター ミリオンライブ！ シアターデイズ』関連曲       |
| 10月27日 | THE IDOLM@STER MILLION THE@TER SEASON BRIGHT DIAMOND                          | 水瀬伊織（釘宮理恵）、宮尾美也（桐谷蝶々）、春日未来（山崎はるか）、桜守歌織（香里有佐）、周防桃子（渡部恵子） | 「シークレットジュエル 〜魅惑の金剛石〜」                                                         | ゲーム『アイドルマスター ミリオンライブ！ シアターデイズ』関連曲       |
| 10月27日 | THE IDOLM@STER MILLION THE@TER SEASON BRIGHT DIAMOND                          | BRIGHT DIAMOND | 「ダイヤモンド・クラリティ」 「Harmony 4 You」                                                    | ゲーム『アイドルマスター ミリオンライブ！ シアターデイズ』関連曲       |
| 2022年   |                                                                               | |                                                                                                   |                                                                        |
| 2月12日  | THE IDOLM@STER LIVE THE@TER SOLO COLLECTION 09 Angel Stars                    | 宮尾美也（桐谷蝶々） | 「Special Wonderful Smile」                                                                       | ゲーム『アイドルマスター ミリオンライブ！ シアターデイズ』関連曲       |
| 7月27日  | THE IDOLM@STER MILLION THE@TER SEASON 夢にかけるRainbow                       | 765 MILLION ALLSTARS | 「夢にかけるRainbow」                                                                             | ゲーム『アイドルマスター ミリオンライブ！ シアターデイズ』関連曲       |
| 7月27日  | THE IDOLM@STER MILLION THE@TER SEASON 夢にかけるRainbow                       | エンジェルスターズ | 「夢にかけるRainbow」                                                                             | ゲーム『アイドルマスター ミリオンライブ！ シアターデイズ』関連曲       |
| 9月28日  | THE IDOLM@STER MILLION LIVE! M@STER SPARKLE2 09                               | 宮尾美也（桐谷蝶々） | 「Walking on the Square」                                                                         | ゲーム『アイドルマスター ミリオンライブ！ シアターデイズ』関連曲       |
| 12月14日 | THE IDOLM@STER MILLION THE@TER VARIETY 02                                     | 765 MILLION ALLSTARS | 「Brand New Theater! 〜Brand New Year Ver.〜」                                                    | ゲーム『アイドルマスター ミリオンライブ！ シアターデイズ』関連曲       |
| 2023年   |                                                                               | |                                                                                                   | ゲーム『アイドルマスター ミリオンライブ！ シアターデイズ』関連曲       |
| 1月14日  | THE IDOLM@STER LIVE THE@TER SOLO COLLECTION 11 Angel Stars                    | 宮尾美也（桐谷蝶々） | 「ジレるハートに火をつけて」                                                                      | ゲーム『アイドルマスター ミリオンライブ！ シアターデイズ』関連曲       |
| 2月22日  | THE IDOLM@STER MILLION THE@TER SEASON FINAL                                   | 田中琴葉（種田梨沙）、ロコ（中村温姫）、周防桃子（渡部恵子）、二階堂千鶴（野村香菜子）、宮尾美也（桐谷蝶々） | 「サウンド・オブ・ビギニング」                                                                    | ゲーム『アイドルマスター ミリオンライブ！ シアターデイズ』関連曲       |
| 3月23日  | THE IDOLM@STER 765 MILLION ALLSTARS BEST                                      | 765 MILLION ALLSTARS | 「Thank You!（765 MILLION ALLSTARS ver.）」 「夢にかけるRainbow（Brand New Ver.）」 「Crossing!」 | ゲーム『アイドルマスター ミリオンライブ！ シアターデイズ』関連曲       |
| 3月23日  | THE IDOLM@STER LIVE THE@TER BEST                                              | Starlight Melody | 「Starry Melody（Brand New Ver.）」                                                               | ゲーム『アイドルマスター ミリオンライブ！ シアターデイズ』関連曲       |
| 4月22日  | THE IDOLM@STER LIVE THE@TER SOLO COLLECTION 12 Angel Stars                    | 宮尾美也（桐谷蝶々） | 「オーディナリィ・クローバー」                                                                    | ゲーム『アイドルマスター ミリオンライブ！ シアターデイズ』関連曲       |
| 7月26日  | THE IDOLM@STER MILLION LIVE! グッドサイン                                     | 765 MILLION ALLSTARS | 「グッドサイン」                                                                                  | ゲーム『アイドルマスター ミリオンライブ！ シアターデイズ』関連曲       |
| 7月26日  | THE IDOLM@STER MILLION LIVE! グッドサイン                                     | エンジェルスターズ | 「グッドサイン」                                                                                  | ゲーム『アイドルマスター ミリオンライブ！ シアターデイズ』関連曲       |
| 8月23日  | THE IDOLM@STER MILLION ANIMATION THE@TER『Rat A Tat!!!』                      | MILLIONSTARS | 「Rat A Tat!!!」                                                                                  | テレビアニメ『アイドルマスター ミリオンライブ！』オープニングテーマ    |
| 8月23日  | THE IDOLM@STER MILLION ANIMATION THE@TER『Rat A Tat!!!』                      | MILLIONSTARS | 「セブンカウント」                                                                                | テレビアニメ『アイドルマスター ミリオンライブ！』イメージソング        |
| 9月27日  | THE IDOLM@STER MILLION THE@TER VARIETY 04                                     | 我那覇響（沼倉愛美）、横山奈緒（渡部優衣）、高坂海美（上田麗奈）、真壁瑞希（阿部里果）、宮尾美也（桐谷蝶々） | 「夢みがちBride」                                                                                 | ゲーム『アイドルマスター ミリオンライブ！ シアターデイズ』関連曲       |
| 10月25日 | THE IDOLM@STER MILLION ANIMATION THE@TER MILLIONSTARS Team5th『バトンタッチ』 | MILLIONSTARS Team5th | 「バトンタッチ」                                                                                  | テレビアニメ『アイドルマスター ミリオンライブ！』挿入歌                |
| 2024年   |                                                                               | |                                                                                                   |                                                                        |
| 2月21日  | THE IDOLM@STER MILLION ANIMATION THE@TER START THE DREAM                      | MILLIONSTARS | 「REFRAIN REL@TION」 「Brand New Theater!」                                                       | テレビアニメ『アイドルマスター ミリオンライブ！』挿入歌                |
| 2月21日  | THE IDOLM@STER MILLION ANIMATION THE@TER START THE DREAM                      | MILLIONSTARS | 「Thank You!（Acoustic ver.）」                                                                   | テレビアニメ『アイドルマスター ミリオンライブ！』挿入歌                |
| 2月23日  | アイドルマスター ミリオンライブ！ BD 特装版第2巻 特典CD                       | MILLIONSTARS Team5th | 「Rat A Tat!!!」                                                                                  | テレビアニメ『アイドルマスター ミリオンライブ！』関連曲                |
| 2月24日  | THE IDOLM@STER LIVE THE@TER SOLO COLLECTION 「REFRAIN REL@TION」 Angel Stars  | 宮尾美也（桐谷蝶々） | 「REFRAIN REL@TION」                                                                              | テレビアニメ『アイドルマスター ミリオンライブ！』関連曲                |
| 7⽉31⽇  | THE IDOLM@STER MILLION LIVE! 7Days A Week!!                                   | 765 MILLION ALLSTARS | 「7Days A Week!!」 「DIAMOND DAYS」                                                               | ゲーム『アイドルマスター ミリオンライブ！ シアターデイズ』関連曲       |
| 7⽉31⽇  | THE IDOLM@STER LIVE THE@TER SOLO COLLECTION 「DIAMOND DAYS」 ANGEL STARS      | 宮尾美也（桐谷蝶々） | 「DIAMOND DAYS」                                                                                  | ゲーム『アイドルマスター ミリオンライブ！ シアターデイズ』関連曲       |
| 11月27日 | THE IDOLM@STER MILLION MOVEMENT OF STARDOM ROAD 05 未完成のポラリス           | 宮尾美也（桐谷蝶々）、望月杏奈（夏川椎菜）、舞浜 歩（戸田めぐみ）、横山奈緒（渡部優衣） | 「未完成のポラリス」                                                                              | ゲーム『アイドルマスター ミリオンライブ！ シアターデイズ』関連曲       |

### その他参加楽曲
| 発売日        | 商品名         | 歌                 | 楽曲                                      | 備考                                   |
| ------------- | -------------- | ------------------ | ----------------------------------------- | -------------------------------------- |
| 2019年4月28日 | 会いにきてね   | 桐谷蝶々           | 「会いにきてね」                          |                                        |
| 2019年8月12日 | Link to Party! | 桐谷蝶々、平山笑美 | 「Link to Party!」 「帰り道は茜色だった」 | オンラインサロン『Fluffy party』関連曲 |